# Pangbuk Ri
Der Pangbuk Ri ist ein Berg im Himalaya in der Gebirgsgruppe Rolwaling Himal.
Der 6625 m (nach anderen Angaben 6716 m) hohe Pangbuk Ri liegt im Himalaya-Hauptkamm an der Grenze zwischen Nepal und Tibet. Der Lunag Ri liegt 6,07 km nordnordöstlich.
An der Ostflanke des Pangbuk Ri strömt der Pangbukgletscher.

## Besteigungsgeschichte
In den 1950er Jahren gab es zwei Besteigungsversuche.
1955 erreichte eine britische Expedition den niedrigeren Westgipfel (6503 m), wobei deren Anstieg von Tibet über den Südwestgrat führte.
1959 scheiterte eine japanische Expedition am Berg.
Am 11. November 2011 gelang schließlich David Gottlieb und Chad Kellogg die Erstbesteigung des Pangbuk Ri über die Südwand (VI, AI5, M5, 1400 m).